# Sente des Dorées
La sente des Dorées est une voie du 19e arrondissement de Paris, en France.

## Situation et accès
La sente des Dorées est une voie publique située dans le 19e arrondissement de Paris. Elle débute au 97, rue Petit et se termine au 212, avenue Jean-Jaurès.

## Origine du nom
Elle porte le nom d'un lieu-dit de l'ancienne commune de La Villette. 

## Historique
Elle est ouverte par un décret du 4 août 1947 depuis la rue Petit jusqu'à un point situé à 53 mètres de l'avenue Jean-Jaurès.
La « sente des Dorées » comportait une partie privée en impasse débouchant sur la partie de voie publique jusqu'en 1970.

## Bâtiments remarquables et lieux de mémoire
- Au no 22 se trouve le lycée d'Alembert, construit en 1936-1937 sur les plans des architectes Pol Abraham et Pierre Tabon[2].